# Brachymeria vitripennis
Brachymeria vitripennis is een vliesvleugelig insect uit de familie bronswespen (Chalcididae). De wetenschappelijke naam is voor het eerst geldig gepubliceerd in 1859 door Förster.